# Mimophilorhizus
Mimophilorhizus is een geslacht van kevers uit de familie van de loopkevers (Carabidae). De wetenschappelijke naam van het geslacht is voor het eerst geldig gepubliceerd in 1993 door Mateu.

## Soorten
Het geslacht Mimophilorhizus is monotypisch en omvat slechts de volgende soort:
- Mimophilorhizus chilensis Mateu, 1993